# Hyperion (comics)
Pour les articles homonymes, voir Hyperion.
Hyperion est un super-héros évoluant dans l'univers Marvel de la maison d'édition Marvel Comics et dont il existe plusieurs versions notables. Créé par le scénariste Roy Thomas et le dessinateur Sal Buscema, le personnage original d'Hyperion fait ses débuts dans le comic book Avengers #69 en octobre 1969. 
Les versions alternatives du personnage représentent chacune une dimension différente du multivers Marvel et comprennent à la fois des super-héros et des super-vilains. Le personnage est un pastiche de Superman, le héros emblématique de l'éditeur DC Comics.
Le premier Hyperion, Zhib-Ran, était un membre de l'Escadron sinistre (Squadron Sinister (en)), une équipe de super-vilains créée par le Grand Maître pour combattre une équipe de Vengeurs rassemblée par Kang le conquérant.
Deux ans après la première apparition du personnage, une version héroïque apparaît en tant que Mark Milton, membre fondateur de l'Escadron suprême d'une réalité alternative de l'univers Marvel. Cette incarnation est un personnage majeur de la série de 1985 Squadron Supreme, qui donne corps à la caractérisation d'Hyperion et des autres membres de l'Escadron suprême.
En 2003, Marvel Comics lance Supreme Power, une nouvelle vision de Mark Milton de l'univers de l'Escadron suprême, où Hyperion est élevé au rang d'opérateur super puissant par le gouvernement des États-Unis. Une autre version d'Hyperion, Marcus Milton, rejoint les Vengeurs et, plus tard, la version Terre-616 de l'Escadron suprême.

## Biographie du personnage
Hyperion est connu pour être l'un des derniers Éternels de la Terre-712 (une réalité alternative de l'univers standard de la Terre-616). Élevé par les Milton, un couple d'américains, il n'a pratiquement aucun souvenir de son enfance, ce qui lui pose des problèmes sur ses origines.
Il rejoint très vite en tant que super-héros l'équipe de l'Escadron suprême dont il devient vite le leader. Il a également souvent fait équipe aux côtés des Vengeurs.

## Pouvoirs et capacités
En tant que membre des Éternels (Homo immortalis), Hyperion possède une force, une endurance, une vitesse, une résistance, des réflexes et des sens surhumains. Extrêmement intelligent, ses souvenirs sont stockés dans la lumière, son esprit étant composé d'un réseau de photons non linéaires ; il peut ainsi se remémorer de manière quasi-instantanée n’importe lequel de ses souvenirs.
- Hyperion possède une force surhumaine le rendant capable de soulever (ou d'exercer une pression au moins équivalente à) 100 tonnes[1].
- Son corps étant doté d'un métabolisme qui transforme les toxines générées par la fatigue en énergie cellulaire, il ne se fatigue jamais. Il peut résister à d'intenses variations de températures (de −270 °C à 6 000 °C) et de pressions[1].
- Étant continuellement alimenté en énergie par des photons solaires, il peut survivre sans assistance dans le vide de l’espace durant des semaines, en emmagasinant l’énergie solaire dans son corps. Néanmoins, il s’affaiblit en faisant cela[1].
- Il possède aussi une vitesse surhumaine, en particulier en vol. En manipulant les gravitons autour de lui, il peut atteindre la vitesse de 27 000 km/h[1].
- Avec sa « vision atomique », il est capable de voir toutes les formes d’énergies du spectre électromagnétique (rayons X, rayons gamma, micro ondes, infrarouge, ultraviolet, lumière visible, ondes courtes et ondes radios) et peut aussi lire l’ADN, même à de grandes distances[1].
- Il possède la capacité de tirer des rafales atomiques par ses yeux, et d'en contrôler la puissance.

Il possède un unique point faible : il est vulnérable à l'« argonite », un produit radioactif qui lui fait perdre ses pouvoirs et dont l'exposition à long terme peut le tuer.
Il possède également une paire de lunettes-radar conçues par Guenon-X, à cause de sa cécité.
Toutes les versions d'Hyperion possèdent des pouvoirs quasi identiques.

## Ennemis
Hyperion a dû affronter plusieurs ennemis très puissants, tels que : Mastermind, le Centurion rouge, Nighthawk (Kyle Richmond), Zhib-Rhan (Hypérion II), Master Menace, l'Institut du Mal et King Hyperion.

## Ressemblance avec Superman
Hyperion est un hommage de Marvel Comics au super-héros Superman (personnage créé en 1933 de l'inspiration de Jerry Siegel et Joe Shuster) de la firme concurrente DC Comics. En effet, ses nombreuses similitudes avec le Kryptonien ne sont en rien dues au hasard (mêmes pouvoirs, même point faible, même enfance, même esprit, etc.).

## Adaptations dans d'autres médias
Le personnage apparaît dans un épisode de la série d'animation The Super Hero Squad Show (2010), puis dans plusieurs épisodes de Avengers Rassemblement dès la saison 2, dans laquelle il se révèle être un super-vilain membre du groupe criminel connu comme l'Escadron suprême.